# Сабогаль Диегес, Хосе

Хосе Сабогаль Диегес и Уолт Дисней в мастерской художника. 1942 г.

Хосе Сабогаль Диегес (исп. José Sabogal  Diéguez; 19 марта 1888, провинция Кахабамба (Перу) — 15 декабря 1956, Лима) — перуанский художник-монументалист и эссеист. Основоположник течения индихенизма в Перу. Один из лидеров движения в области художественного автохтонизма в своей стране.

## Биография
Родился от межрасового брака. Много путешествовал с 1908 по 1913 год по Европе, побывал в Испании, на юге Франции, Италии и в Северной Африке.
После окончания Академии изящных искусств в Буэнос-Айресе (Аргентина), работал учителем рисования на севере Аргентины.
С 1932 до 1943 года был директором Академии изящных искусств в Лиме. Вместе с Луисом Эдуардо Валькарселем создал в столице музей перуанской культуры.
Сабогаль Диегес был художником, который порвал с европейским академическим колониализмом в живописи и создал свою собственную национальную школу с перуанскими корнями. В своих картинах показал художественную ценность, истоки и достоинство перуанского искусства уникальным и оригинальным способом. Сабогаль Диегес решился на продвижение перуанского искусства на международном уровне после визита в Мексику, где он встретился с Диего Риверой, Хосе Клементе Ороско и Сикейросом.
Сабогаль Диегес стал основоположником течения индихенизма в живописи Перу, ориентированного на реабилитацию коренного индейского населения. Индихенизм, возведенный им в ранг художественной темы, вызвала скандал после того, как он выставил свои полотна в Лиме в 1919 году, написанные в результате полугодового пребывания художника в Куско.
Лучшая часть работ Диегеса была создана в 1920—1940-е годы, в 1922 году вокруг него образовался кружок молодых художников, с энтузиазмом воспринявших его идеи.
В литературе, автор ряда эссе.

## Избранные произведения
- Mates burilados: arte vernacular peruano («Mates burilados»: перуанское народное искусство), Lima, 1945;
- Pancho Fierro, estampas del pintor peruano (Pancho Fierro, графика перуанского художника), Lima, 1945;
- El toro en las artes populares del Perú (Бык в перуанском народном искусстве), Lima, 1949;
- El «kero», vaso de libaciones cusqueño de madera pintada («Kero», разрисованная деревянная чаша для возлияний из Куско), Lima, 1952;[6];
- El desván de la imaginería peruana (Вершина перуанского религиозного искусства), Lima, 1956, 1988;
- Del arte en el Perú y otros ensayos (O перуанском искусстве и другие эссе), Lima, 1975;